# Praça-forte de Peniche
A Praça-forte de Peniche, ou Fortaleza de São Francisco, é uma construção fortificada de natureza abaluartada que servia de praça militar e cidadela da vila de Peniche, localizada  na região Oeste e no extremo sul do distrito de Leiria em Portugal, que desde 1938 está classificada como Monumento Nacional.
A fortaleza está implantada na encosta sul da Península de Peniche, sobre as falésias, entre o porto de pesca, a este, e a Gruta da Furninha a oeste.
Atualmente, a fortaleza aloja o Museu da Resistência e da Liberdade, o qual faz parte da Rede Portuguesa de Museus.

## História

### O Castelo da Vila
O antigo lugar da Ribeira d’Atouguia, na foz desse rio, era um dos mais importantes portos portugueses da Idade Média, ponto de acesso privilegiado a localidades do centro do país (Lisboa, Óbidos, Torres Vedras,Santarém e Leiria), estando implicada em importantes episódios da História de Portugal.
Sendo alvo frequente de ataques de corsários, ingleses, franceses e berbéres, o rei D.Manuel I (1495-1521) encarrega o conde de Atouguia de elaborar um plano para a defesa daquela linha de costa, o qual é finalizado já no reinado de D. João III  (1521-1557). Os trabalhos de construção iniciados sob a supervisão de D. Luís de Ataíde em 1557, e correspondentes à estrutura abaluartada, são concluídos  por volta de 1570, já no reinado de D. Sebastião (1557-1578). 
Durante a Regência Filipina, é em Peniche que desembarcam os soldados ingleses, enviados por Isabel I de Inglaterra, os quais sob o comando de D. António Prior do Crato, marcham sobre Lisboa (julho de 1589), na tentativa gorada de restauração da independência.
A povoação pesqueira foi elevada a vila em 1609, depois de efetuados alguns reparos nas suas muralhas.

### A Guerra da Restauração e a fortificação abaluartada
No contexto da Guerra de Restauração da Independência, o Conde D. Jerónimo de Ataíde prosseguiu as obras de fortificação de Peniche, sob projetos do engenheiro militar francês Nicolau de Langres e, posteriormente, do português João Tomaz Correia, que ficaram concluídas por volta de 1645.
Esta fortificação era coadjuvada pelo Forte da Praia da Consolação e pelo Forte de São João Baptista das Berlengas, formando um extenso sistema defensivo que entretanto se revelou ineficaz durante a Guerra Peninsular perante a invasão napoleónica de 1807 sob o comando de Jean-Andoche Junot), tendo permanecido ocupada por tropas francesas desde o final desse ano até agosto de 1808.
Os invasores melhoraram no entanto as suas defesas e picaram as armas de Portugal no portão principal da fortificação. Ocupada por tropas inglesas sob o comando de William Carr Beresford, foram feitas novas melhorias nas defesas, o que se repetiu sob o reinado de Miguel I de Portugal (1828-1834), culminando na ampliação do perímetro defensivo. A fortificação teve entretanto débil atuação durante a Guerra Civil Portuguesa.
Em 1836, a Praça-forte viveu dois eventos funestos: o incêndio que destruiu completamente o chamado Palácio do Governador (que não voltaria a ser recuperado) e uma explosão da pólvora armazenada num dos paióis.[carece de fontes?]
Neste século, diante da progressiva perda da sua função defensiva, as suas instalações passaram a ser utilizadas como prisão (época das Invasões Napoleônicas) e posteriormente como prisão política (época das Guerras Liberais, quer para liberais, quer para absolutistas). Teve utilização militar até 1897. Um dos seus últimos governadores foi José Tomas de Cáceres (filho).

### Do século XX aos nossos dias

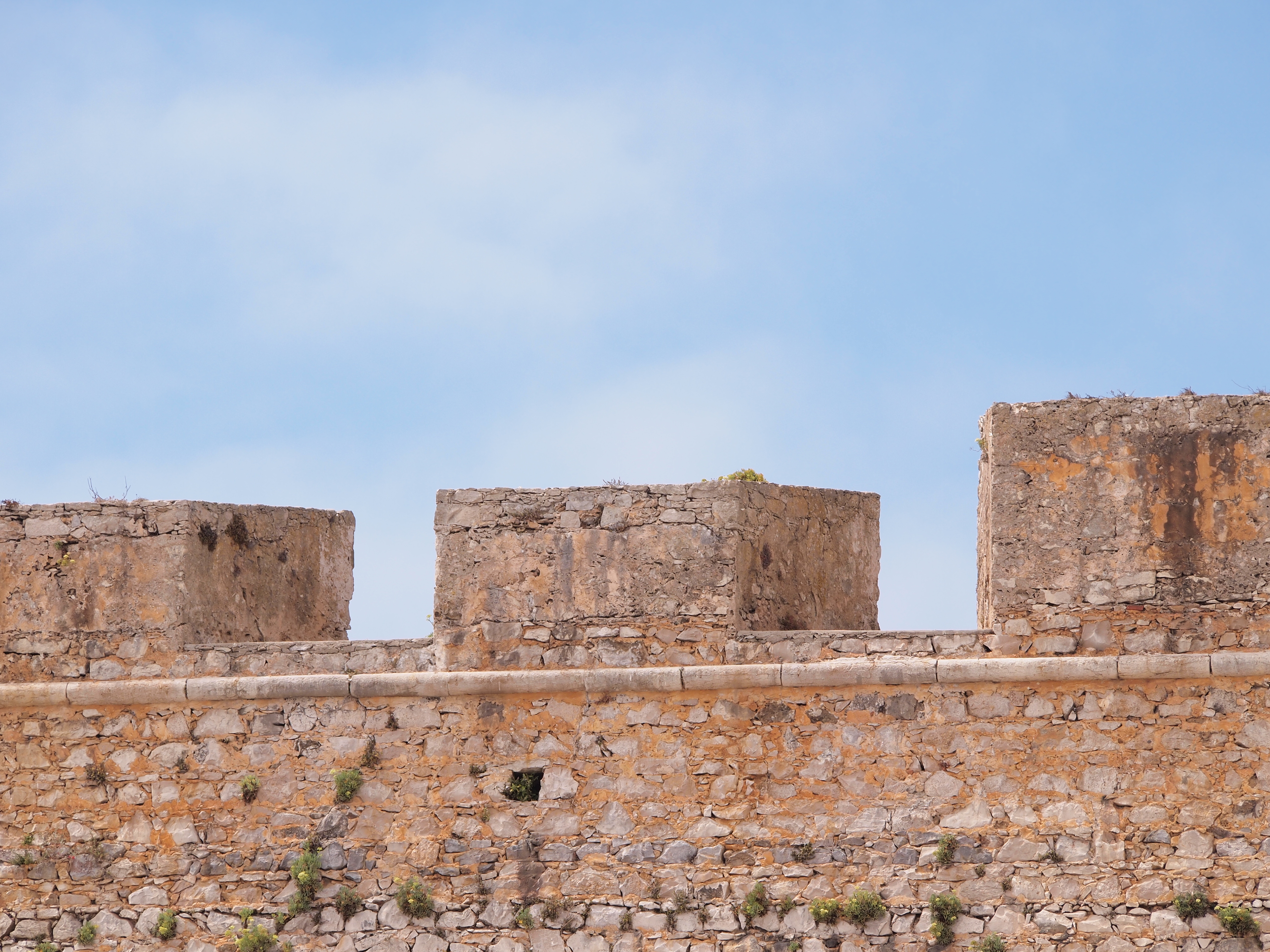
Ameias da fortaleza

No alvorecer do século XX foi utilizada, após a vitória inglesa na África do Sul, como abrigo para os bôeres que se encontravam refugiados na colónia portuguesa de Moçambique. À época da Primeira Guerra Mundial (1914-1918), nela estiveram detidos alemães e austríacos, convertendo-se, durante o Estado Novo português (1930-1974), em prisão política de segurança máxima (1934), época em que se tornaria palco de duas célebres e espetaculares fugas.
Na madrugada de 18 para 19 de dezembro de 1954, António Dias Lourenço, o encarcerado dirigente do Partido Comunista, que quinze dias antes provocara um incidente para ser recolhido ao "segredo", conseguiu evadir-se por uma abertura de 20 x 40 centímetros que serrou na almofada da porta da cela, descendo em seguida 20 metros de muralha até ao mar com uma corda feita com lençóis rasgados em tiras. A improvisada corda rompeu-se, fazendo-o cair ao mar. Foi arrastado para o largo por refluxo das ondas. Com muito esforço, esgotado, conseguiu no entanto alcançar terra e lograr escapar esc\ondido, com a conivência de pescadores, numa camioneta de transporte de pescado. A este episódio estão associados factos tendenciosamente omissos ou subestimados pela memória de um povo submisso em consequência de mais de quarenta anos de fascismo de Salazar, por historiadores propícios ao esquecimento ou por outras pessoas, ao ouvirem falar disso. A ajuda decisiva de pescadores de Peniche a Dias Lourenço, quando fugiu do forte, é revelador dos sentimentos da grande maioria das gentes humildes de Peniche, que bem sabiam dos horrores a que os presos entram submetidos. A pesca sempre foi vida ingrata como ingrata era a vida dos trabalhadores portugueses. Mantém-se votada ao esquecimento a “Guerra das Espoletas”, dramático episódio ocorrido em Peniche na década de trinta, que só recentemente mereceu a atenção de historiadores.
Ano de 1956: « São demolidas as antigas casernas militares e construídos (por presos de delito comum) três blocos prisionais de alta segurança, os Blocos A, B e C, da autoria do arquitecto Rodrigues Lima), tendo passado a ser designada por Cadeia do Forte de Peniche ».

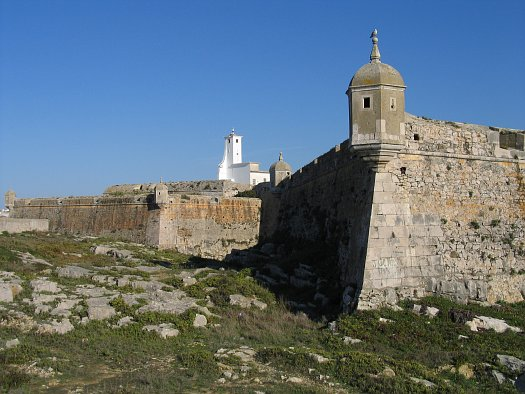
Fosso da cidadela (a oeste)

A 3 de janeiro de 1960, tem lugar a memorável "fuga de Peniche", protagonizada por Álvaro Cunhal, Joaquim Gomes, Carlos Costa, Jaime Serra, Francisco Miguel, José Carlos, Guilherme Carvalho, Pedro Soares, Rogério de Carvalho e Francisco Martins Rodrigues, graças à conivência de um guarda republicano que anuiu à imobilização com clorofórmio de um seu colega responsável pela vigilância dos prisioneiros. O guarda em questão conduziu os fugitivos, um a um, agachados debaixo do seu capote de oleado, até a um troço mais escuro da muralha, de onde desceram para o exterior com o auxílio da referida corda feita de lençóis. Desses negros anos outros testemunhos restam, ditados por outros ideários.
Em 25 de abril de 1974, ao eclodir a Revolução dos Cravos, o forte foi um dos objetivos principais da ação dos militares revolucionários. Passou depois a ser utilizada como abrigo para os retornados dos ex-territórios ultramarinos portugueses na África quando do processo de descolonização.

## Museu
No início dos anos oitenta, quando os retornados saíram do forte, apoiado pela Câmara Municipal de Peniche, um grupo de cidadãos, com a colaboração de pessoas e entidades de diversas áreas entre as quais o Museu Nacional de Arqueologia, criou no Forte de Peniche um museu vocacionado para invocar por um lado factos e memórias da resistência antifascista contra o Estado Novo (sector da resistência) e por outro do passado de Peniche, dando relevo ao mar como elemento dominante no seu contexto natural e histórico (sector local) A maior parte do património provém de doações feitas nessa altura. Nessa fase também várias iniciativas culturais foram realizadas com regularidade no Salão Nobre do forte, que desapareceu com as obras feitas em 2019, sem qualquer justificação.
A partir de 1984 apenas um dos três pavilhões do forte ficou aberto ao público como Museu Municipal, exibindo o seu património de modo mais ordenado : arqueológico, histórico e etnográfico (renda de bilros, peças consagradas à pesca e à construção naval). Foram então feitos melhoramentos no chamado Núcleo da Resistência, com restauros e a reconstituição do ambiente como prisão política (celas individuais e parlatório). Neste último, os visitantes podem ver a cela onde esteve preso o secretário-geral do Partido Comunista Português, Álvaro Cunhal, e alguns dos seus desenhos a carvão, bem como uma ilustração do local por onde se evadiu em 1960. O museu, visitado anualmente por cerca de 40 mil pessoas pouco tempo após ter aberto, passou volvida uma década a ter o dobro das visitas.
Em setembro de 2008 a CMP, a Enatur e o Grupo Pestana assinaram um acordo de exploração, com vista à construção de uma Pousada de Portugal que não chegou a ser implementado.
No início da segunda década (2013), o Forte de Peniche encontra-se em estado crítico de degradação, à excepção do pavilhão mais antigo. Mais grave é o do contíguo e abandonado Forte da Praia da Consolação, sendo particularmente preocupante o estado das suas arribas, em processo de derrocada por ação da erosão marinha. Em 12 de fevereiro de 2010 parte da sua muralha desmoronou devido à violência da ressaca. O forte da Consolação é entretanto cedido pelo Estado à Câmara Municipal de Peniche em agosto de 2017 com fins museológicos,  "um dedicado ao património geológico do concelho" e outro "ao património histórico militar da região de Peniche, no qual esta fortificação se integra"[carece de fontes?]
Com o desenrolar dos festejos dos 50 anos do 25 de abril, a 27 de abril de 2024, o Forte de Peniche abriu novamente á comunidade, desta vez como o Museu Nacional Resistência e Liberdade. As festividades de abertura contaram com um desfile popular, com a participação da URAP, da SMFOG (Sociedade Musical de Fraternidade Operária Grandolense), partindo do Quartel dos Bombeiros Voluntários de Peniche e acabando em frente ao forte. O dia contou com a presença de Marcelo Rebelo de Sousa, atual presidente da república e Paulo Raimundo, atual secretário-geral do PCP. Entre 27 e 30 de abril, a entrada foi gratuita. O Museu se manterá aberto até 2025, onde presumivelmente será fechado novamente para obras. 

## Características

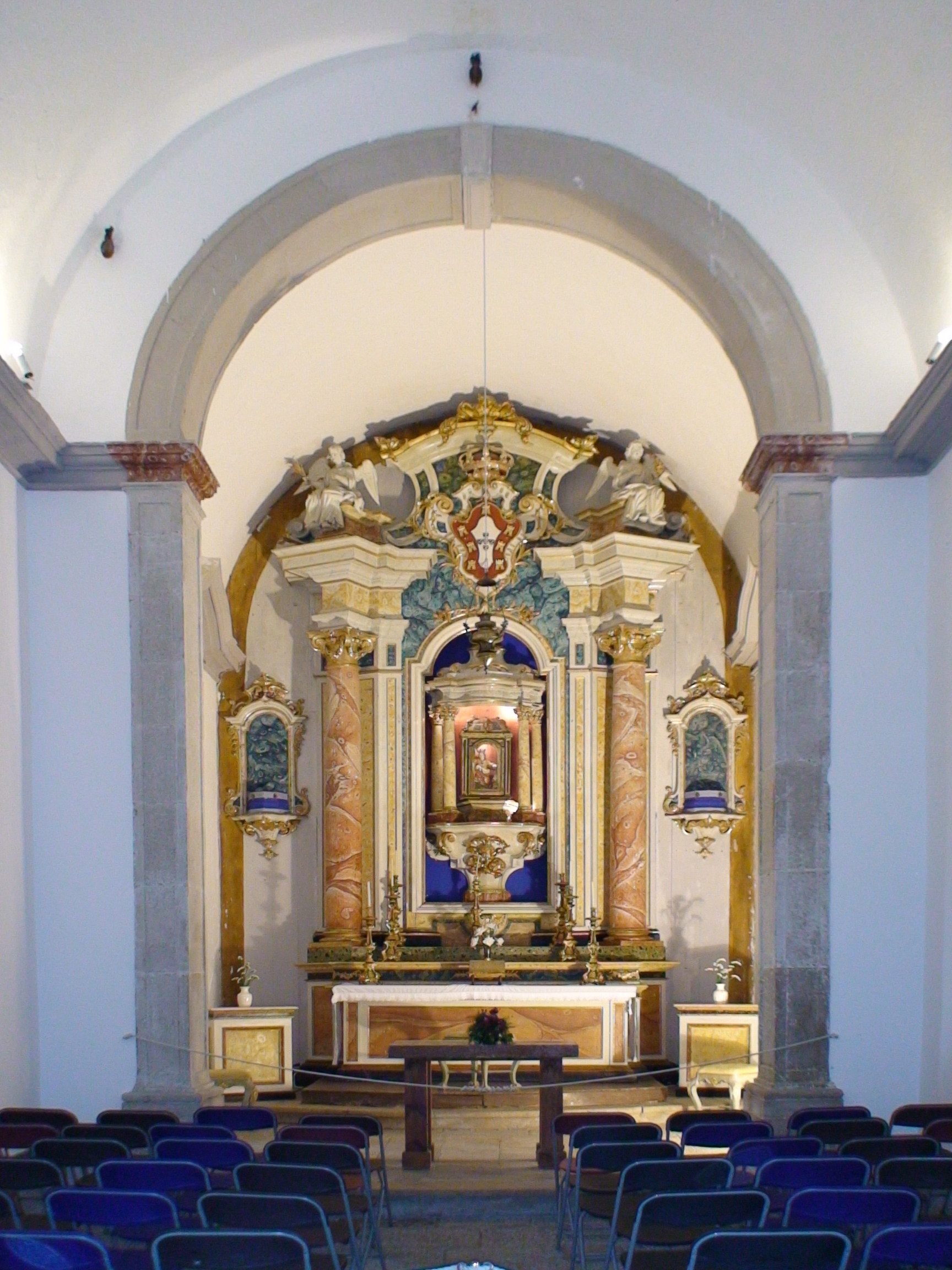

A Praça-forte de Peniche é composta por uma série de construções defensivas com estrutura abaluartada, com planta no formato de um polígono irregular estrelado, adaptado ao terreno. O perímetro amuralhado abrange uma área de cerca de dois hectares. A entrada nesse espaço é dada, de sul para norte, por quatro portas: a "Porta das Cabanas", a "Porta Nova", a "Porta da Ponte" e a "Porta de Peniche de Cima".[carece de fontes?]
O conjunto da fortificação dividia-se assim em dois grandes sectores :
1 - A norte, em Peniche de Cima, dominava o "Forte da Luz", hoje em ruínas, protegido por altas escarpas. A partir daí e até à da Porta de Peniche de Cima, a Praça-forte é constituída por uma alta e extensa muralha circundada por um fosso naturalmente inundado pela água do mar (cheio na maré alta) até à Porta das Cabanas, que corresponde ao antigo porto de pesca, conhecido como Portinho de Revez, mesmo ao lado da "Fortaleza", i.e., da Cidadela.
A Cidadela de Peniche, com baluartes nos vértices coroados por guaritas circulares, estava armada de canhoneiras no terrapleno, apontadas para o lado do mar. Do lado da terra, para proteger o monumental portão de entrada, fora construído um revelim triangular.[carece de fontes?]
2 - A sul, em Peniche de Baixo, frente ao povoado, domina a cidadela, no chamado "Campo da Torre". No seguimento do revelim, a cidadela é protegida por um fosso amuralhado, acima do nível do mar, que acompanha o traçado poligonal das suas imponentes muralhas, tornando-a invulnerável. Cortinas e fossos adicionais protegiam o setor oeste, bem como diversas canhoneiras, caminhos cobertos e esplanadas. A norte, outras duas cortinas e baluartes a leste e a oeste estavam associados a várias construções de planta retangular.[carece de fontes?]
Do forte faziam inicialmente parte o chamado Baluarte Redondo (a primeira fortificação construída), a Torre de Vigia e a Capela de Santa Bárbara. Nesse conjunto foram integradas as famosas prisões ulteriormente construídas em redor de uma torre de vigia, a construção mais elevada do forte, ponto estratégico de observação que então servia para acautelar qualquer pretensão indesejada.

## Galeria

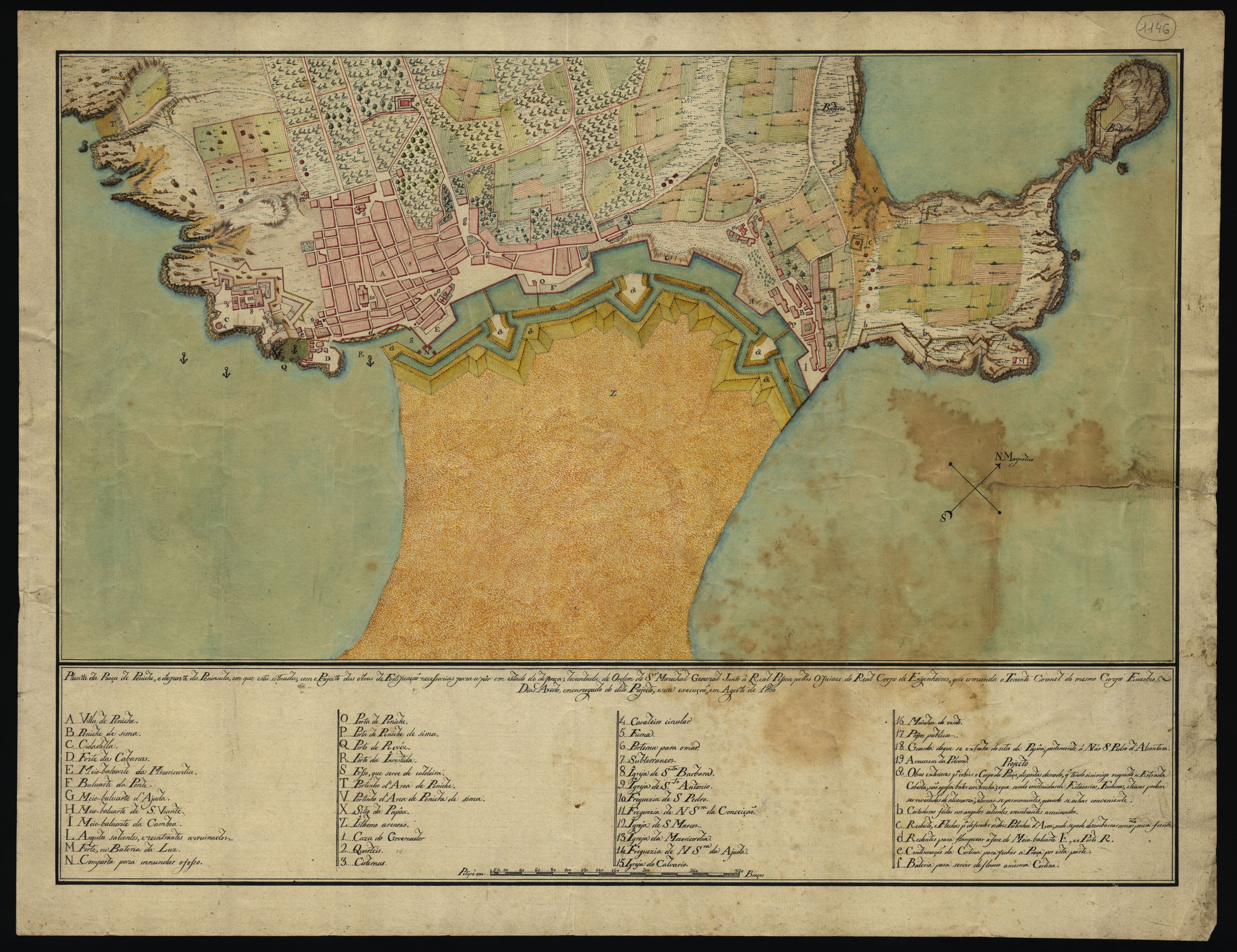
Planta da Praça Forte com o fosso (1800)
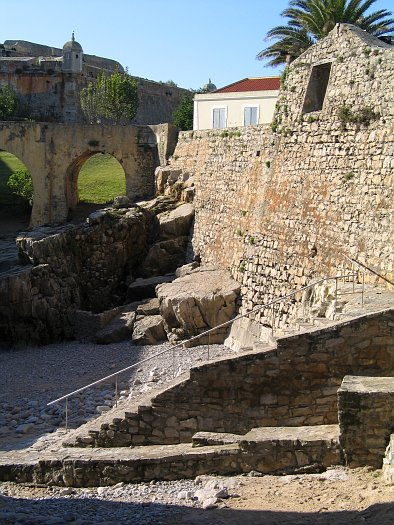
Descida para a enseada da fortaleza
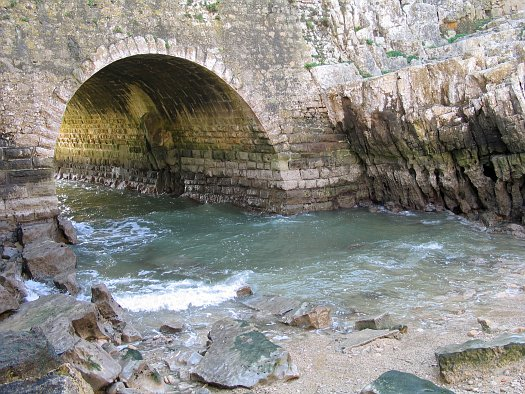
Túnel da enseada
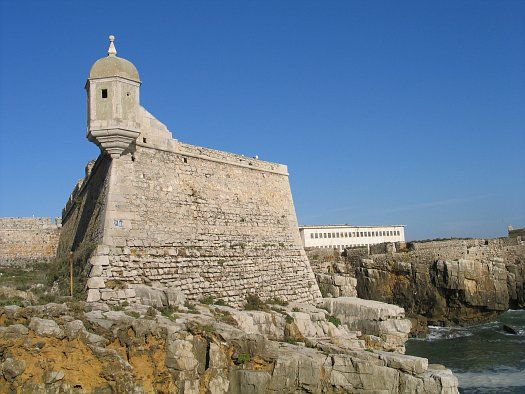
Guarita e muralha no extremo oeste do fosso
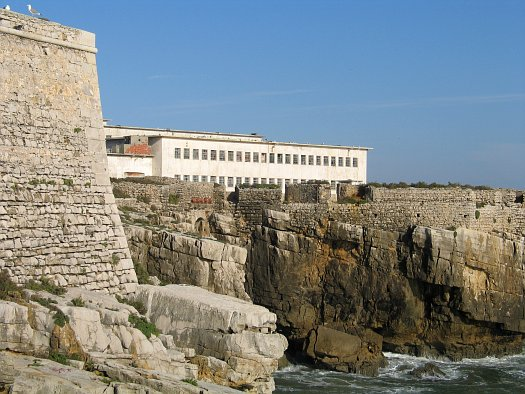
O Pavilhão A visto do mar
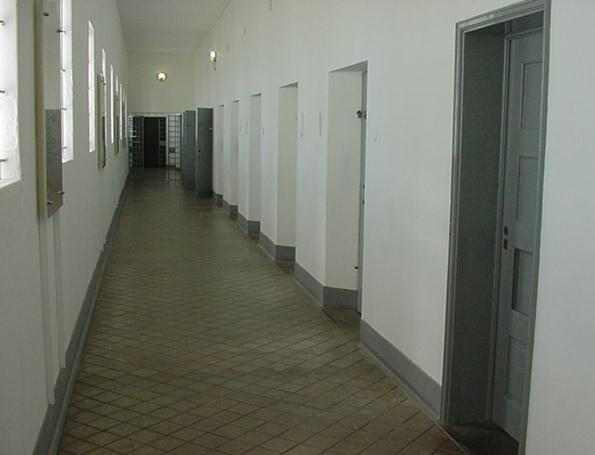
Celas do Pavilhão C
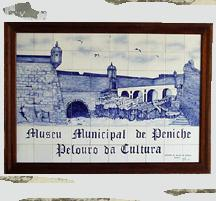
Painel de azulejos no hall de entrada da fortaleza
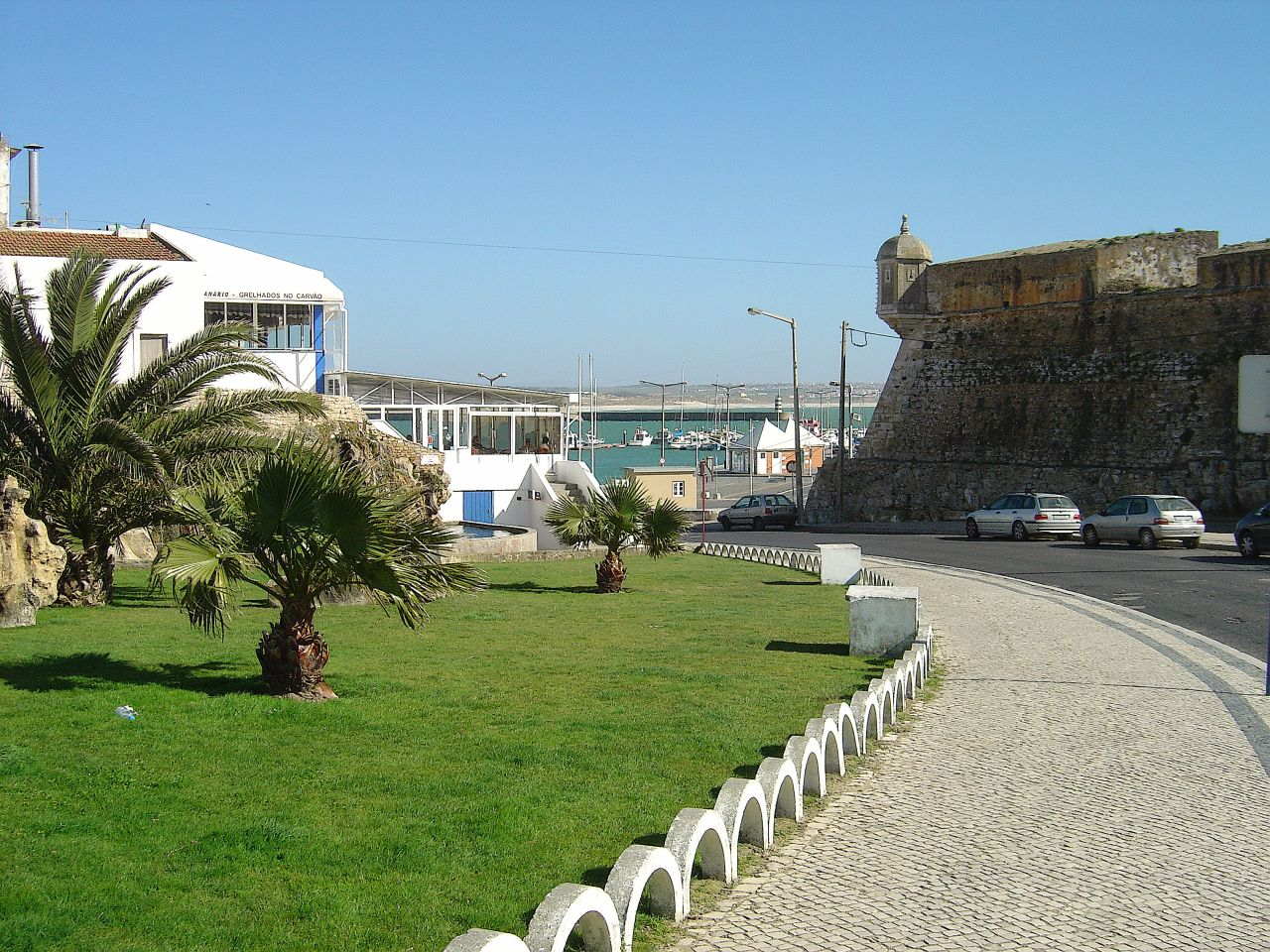
Jardim à entrada da fortaleza de Peniche
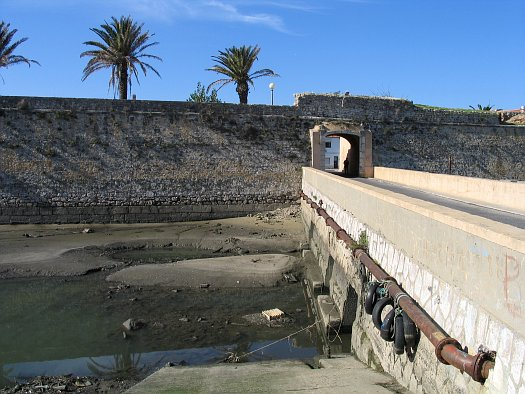
Porta da Ponte Velha